# Aratinga nana
Aratinga nana là một loài chim trong họ Psittacidae.

## Hình ảnh

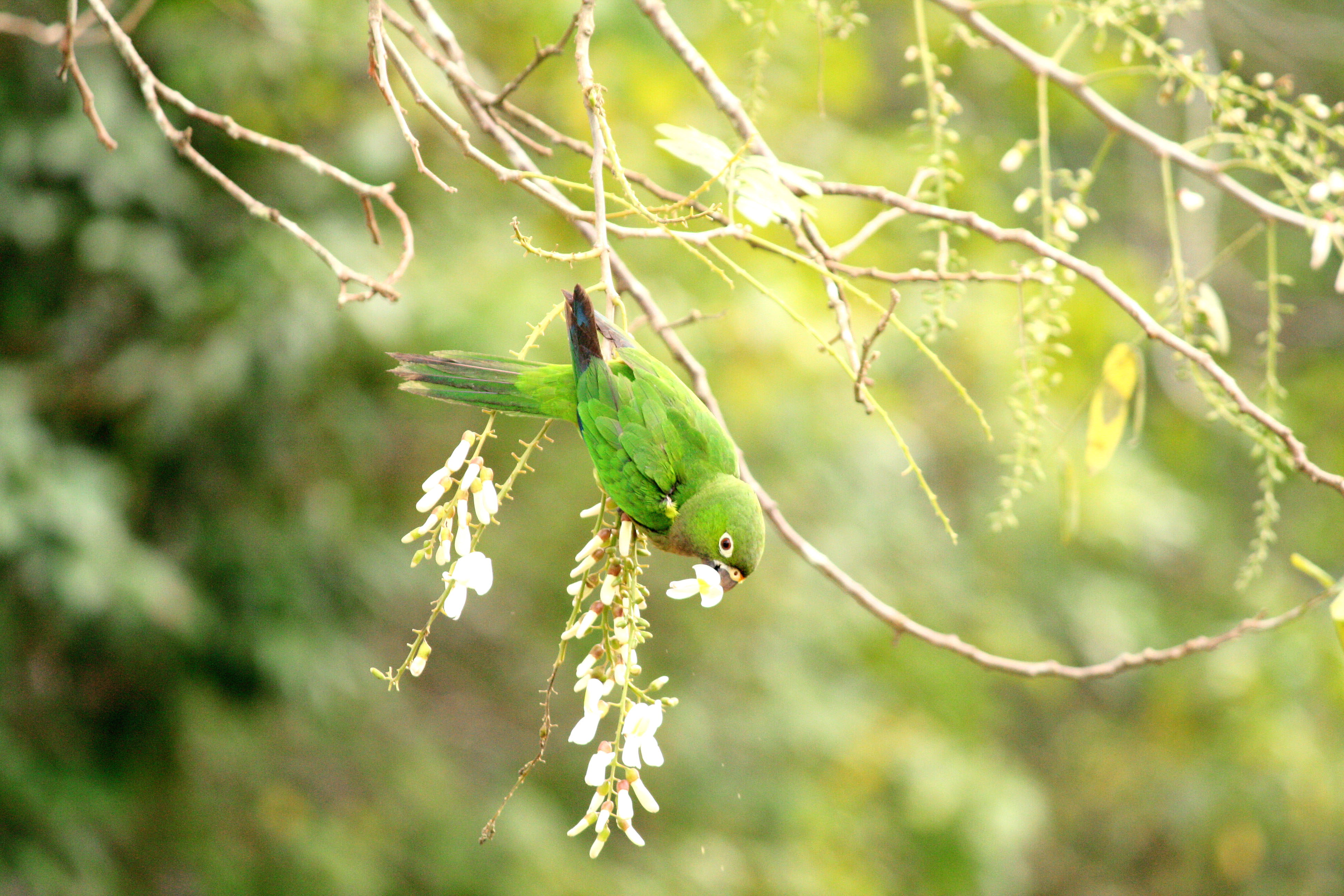
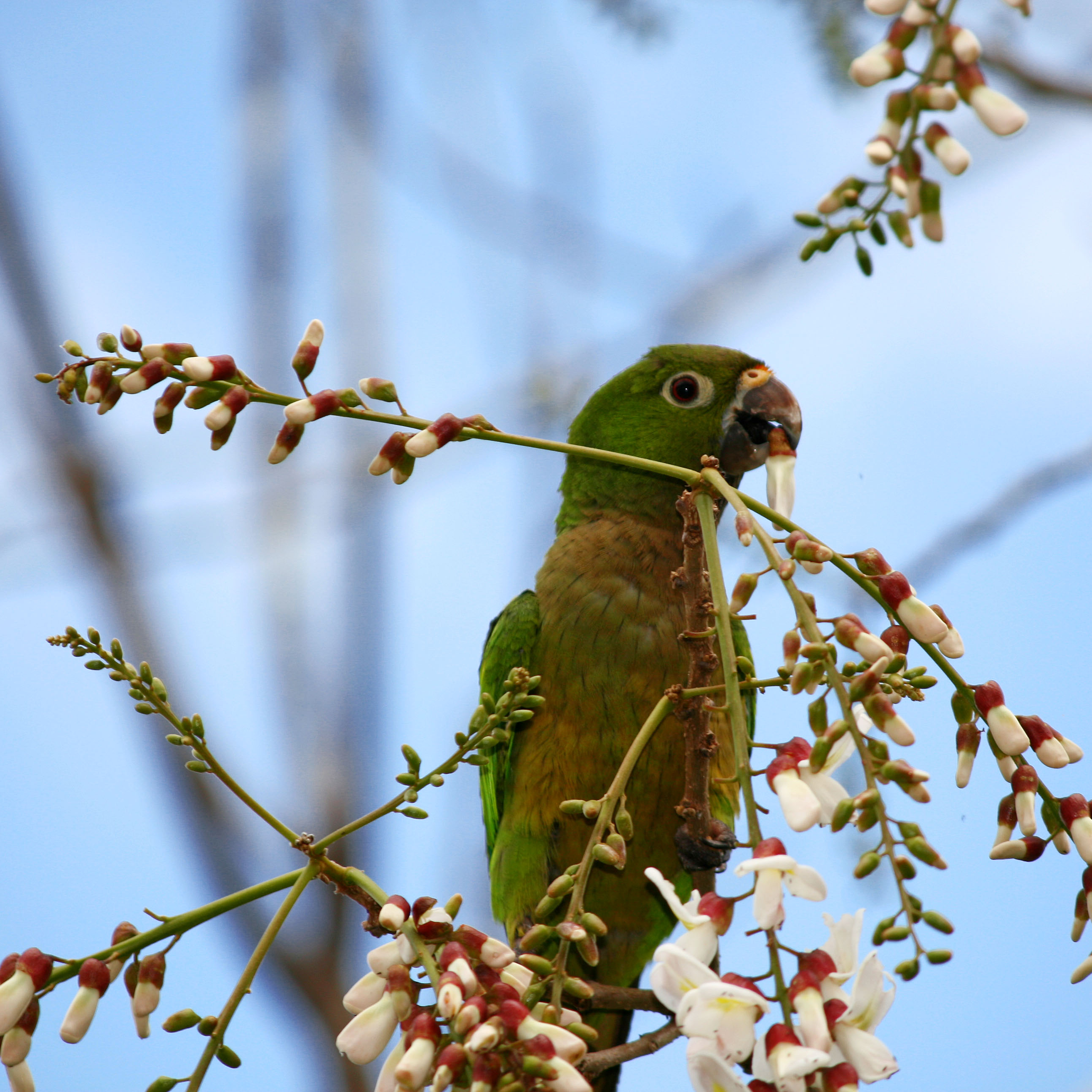